# Леннокс та Еддінгтон
 Леннокс та Еддінгтон графство  (англ. Lennox and Addington County) — графство у провінції Онтаріо, Канада. Графство є переписним районом та адміністративною одиницею провінції.
Два початкових графств Леннокса графства і Еддінгтон графства, об'єдналися в 1860 році. Графство Леннокс було назване на честь « Чарлс Леннокс, 3-й Герцога Річмонда» (англ. Charles Lennox, 3rd Duke of Richmond). Графство Еддінгтон було назване на честь «Генрі Еддінгтон, 3-й Віконт Сидмонт» (англ. Henry Addington, 1st Viscount Sidmouth).

## Адміністративний поділ
Графство включає в себе наступні муніципалітети:

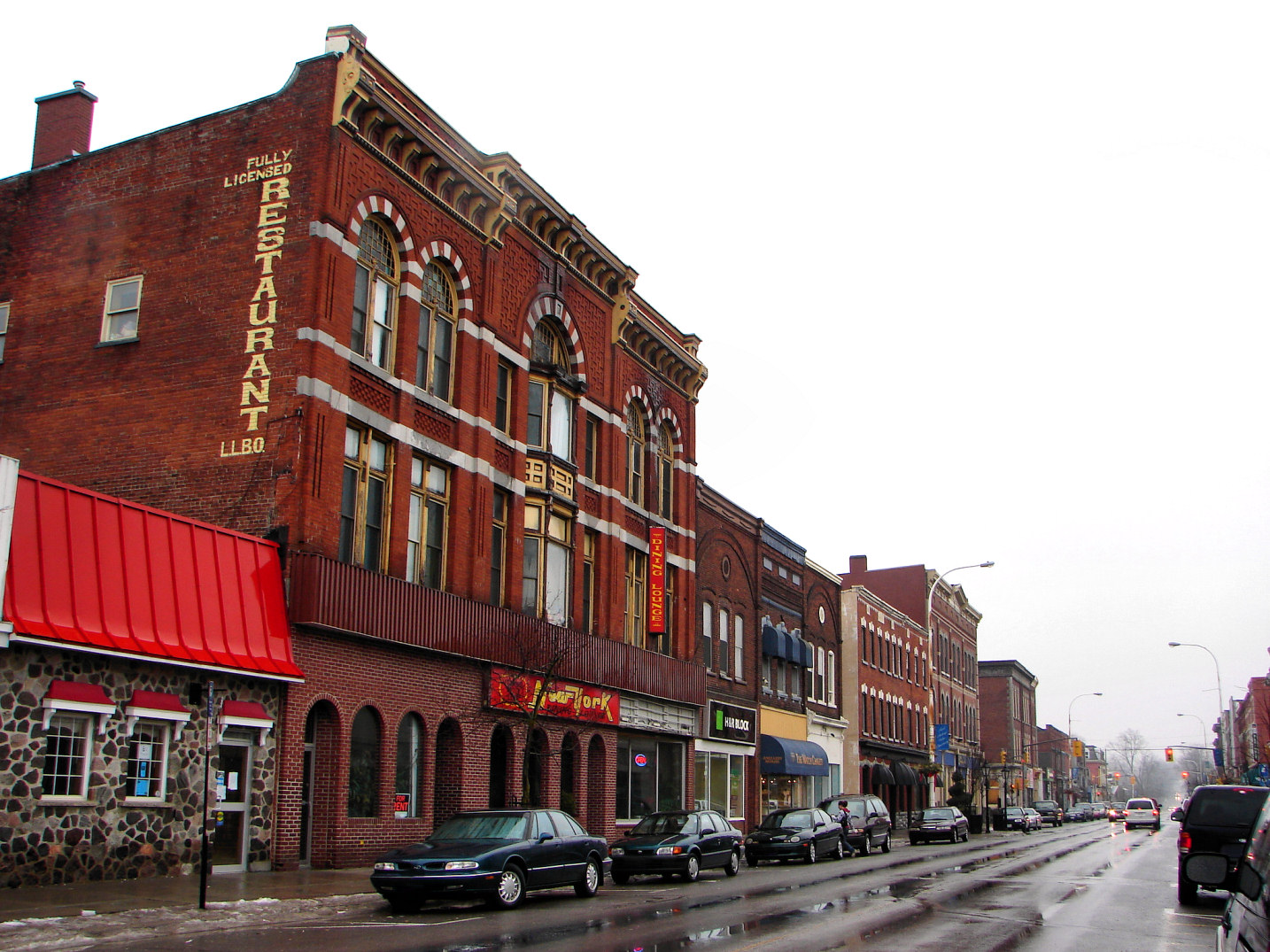
Гріат-Напані, Онтаріо

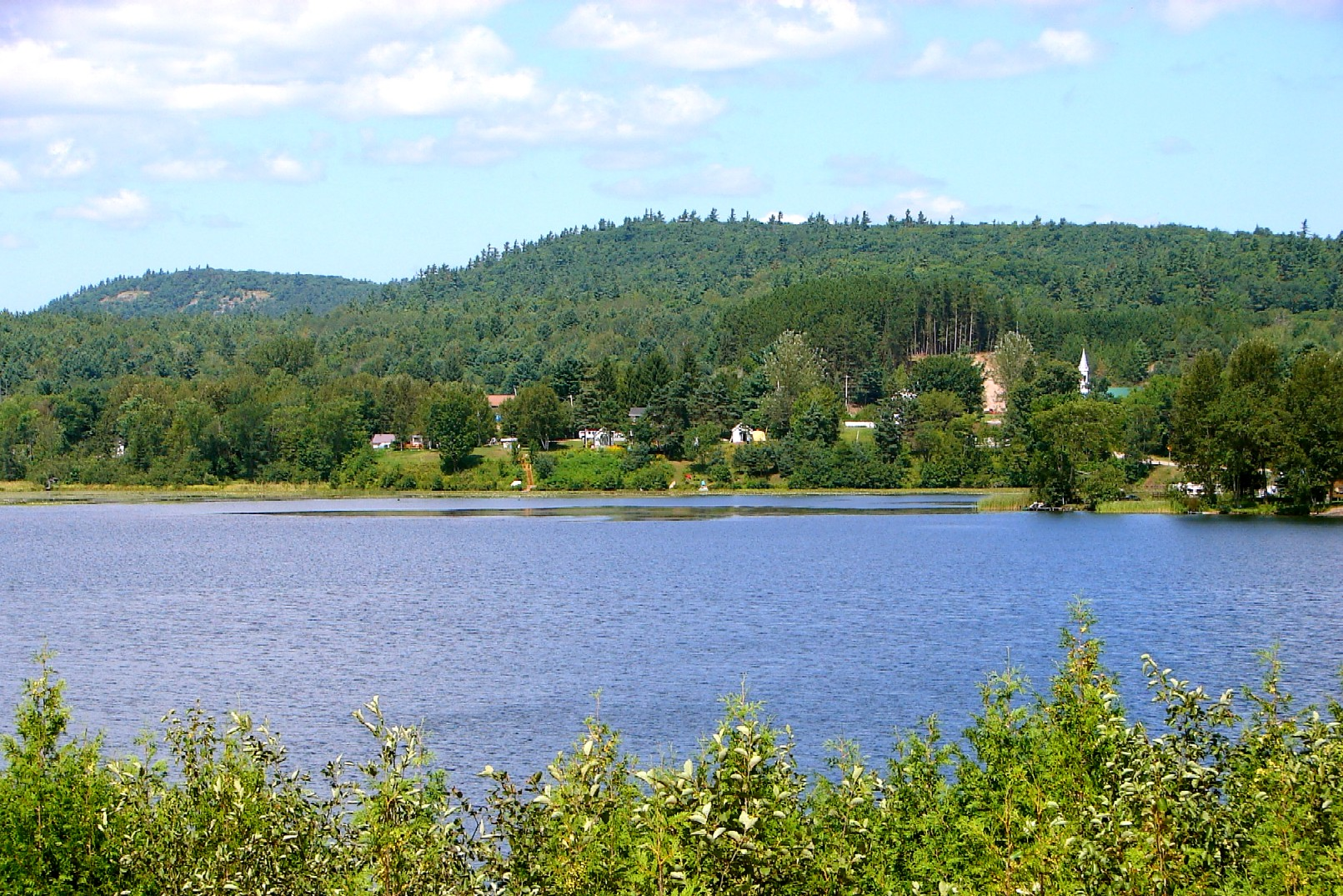
Еддінгтон-Хайландс, Онтаріо

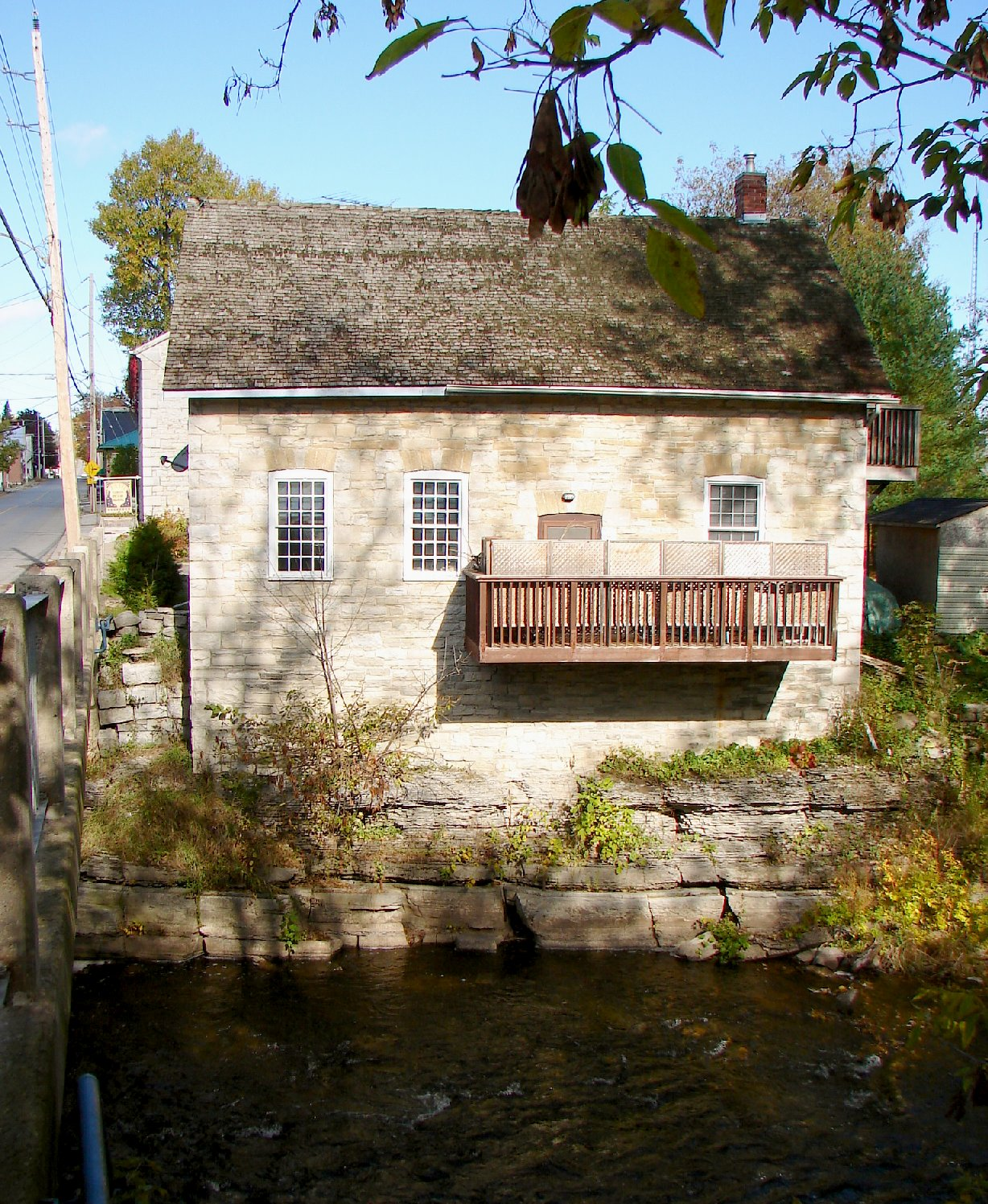
Стоун-Міллс, Онтаріо

- "Гріат-Напані" (англ. Greater Napanee)
- "Еддінгтон-Хайландс" (англ. Addington Highlands)
- "Лойаліст" (англ. Loyalist)
- "Стоун-Міллс"(англ. Stone Mills)